# Габер, Фриц
Фриц Габер (нем. Fritz Haber [ˈhaːbɐ], 9 декабря 1868, Бреслау, королевство Пруссия — 29 января 1934, Базель, Швейцария) — немецкий химик, агрохимик,  «отец химического оружия», лауреат Нобелевской премии по химии (1918).
Нобелевскую премию Габер получил за вклад в осуществление синтеза аммиака (процесс Габера), необходимого для производства удобрений и взрывчатки.
Также, совместно с Максом Борном он предложил цикл Борна — Габера как метод оценки энергии кристаллической решётки твёрдых веществ, образованных ионными связями. Габера также считают первым учёным, подчинившим научные исследования военным нуждам: он разработал методы применения хлора и других отравляющих газов во время Первой мировой войны, а в дальнейшем участвовал в создании боевых отравляющих веществ (под видом инсектицидов).

## Ранние годы
Родился в городе Бреслау (Пруссия, ныне Вроцлав, Польша) в одной из старейших в городе хасидских семей. Уже в зрелом возрасте (1892—1894) он отказался от иудаизма и принял христианство.
Его отец был известным в городе коммерсантом, мать умерла во время родов.
С 1886 по 1891 год Габер учился в Гейдельбергском университете под руководством Роберта Бунзена, в Берлинском университете (ныне имени Гумбольдта) в группе Августа Вильгельма Гоффмана и в техническом колледже Шарлоттенбурга (ныне Берлинский технический университет) под руководством Карла Либермана.

## Процесс Габера — Боша и Нобелевская премия
Во время работы в университете Карлсруэ с 1894 по 1911 годы он и Карл Бош разработали процесс Габера, при котором аммиак образуется из водорода и атмосферного азота в условиях высоких температур (600 °С) и высокого давления (200 атм), а также в присутствии катализатора (осмий).
В 1918 году за эту работу ему была присуждена Нобелевская премия по химии.
Процесс Габера — Боша стал важной вехой в промышленной химии, поскольку он сделал производство азотных удобрений, взрывчатых веществ и химического сырья независимым от природных месторождений, особенно от месторождений нитрата натрия (ископаемая чилийская селитра), для которого Чили являлся основным (и почти единственным) производителем. Внезапная доступность дешёвых азотных удобрений, как полагают, в XX веке предотвратила мальтузианскую опасность в индустриальных обществах Европы и Америки. Объёмы добычи нитратов в Чили упали с 2,5 млн т в 1925 году (на производстве работало 60000 человек, стоимость одной тонны сырья составляла $45) до 800 тыс. т, производимых 14133 рабочими и продаваемых по $19 за тонну в 1934 году.
Также Габер занимался реакциями горения, выделения золота из морской воды, адсорбционными эффектами, электрохимией и исследованиями свободных радикалов (см. Реакция Фентона). Большая часть его работ с 1911 по 1933 годы была выполнена в Институте физической химии и электрохимии Кайзера Вильгельма (ныне Институт им. Фрица Габера Научного общества им. Макса Планка) в квартале Далем в Берлине. Имя Фрица Габера институт получил в 1953 году. Иногда Габеру ошибочно приписывают получение MDMA (который на самом деле был впервые синтезирован в 1912 году химиком Антоном Кёлишем, работавшим в компании Merck KGaA).

## Первая мировая война
Габер сыграл ключевую роль в развитии химического оружия во время Первой мировой войны. Вскоре после начала войны он возглавил химический отдел военного министерства. Часть его работы включала разработку противогазов с абсорбирующими фильтрами. Помимо того, что Габер руководил группами, разрабатывавшими применение хлора и других смертоносных газов окопной войны, он всегда был готов содействовать в их применении лично, несмотря на их запрет Гаагской декларацией (1899), под которой Германия поставила свою подпись. Под руководством Габера будущие нобелевские лауреаты Джеймс Франк, Густав Герц и Отто Ган принимали участие в организации газовой атаки во время Второй Битвы при Ипре 22 апреля 1915 года. Считается, что все воюющие страны пытались разработать методы получения отравляющих газов, пригодных для уничтожения противника, но немцам удалось это сделать первыми. Атака под Ипром уже в 1915 году была квалифицирована как военное преступление.
В этой «газовой войне» Габер противостоял французскому химику, нобелевскому лауреату Виктору Гриньяру. Рассуждая о войне и мире, Габер как-то сказал: «В мирное время учёный принадлежит миру, но во время войны он принадлежит своей стране».
Габер был патриотом Германии и гордился своей помощью стране во время Первой мировой войны. За эту помощь кайзер присвоил учёному, не подлежавшему по возрасту военной службе, звание капитана.
В своих работах по изучению эффектов, производимых отравляющими газами, Габер отметил, что воздействие их низких концентраций на человека в течение длительного времени всегда имеет тот же эффект, что и воздействие высоких концентраций в течение короткого времени — смерть. Он сформулировал простое математическое соотношение между концентрацией газа и необходимым временем воздействия. Это соотношение известно как правило Габера. Габер защищал химическое оружие от обвинений в том, что его применение негуманно, говоря, что смерть есть смерть, независимо от того, что является её причиной. В 1920-х годах учёные, работавшие в его институте, создали отравляющее вещество «Циклон Б» (на основе синильной кислоты, нанесённой на пористый инертный носитель). Впоследствии немецкие нацисты применяли «Циклон Б» для отравления узников в газовых камерах Освенцима и других лагерей смерти.

## Межвоенный период
В 1920-х годах Габер упорно искал метод выделения золота из морской воды и опубликовал несколько научных статей по этой теме. Тем не менее после долгих лет исследований он пришёл к выводу, что концентрация золота, растворённого в морской воде, гораздо ниже, чем сообщалось в работах его предшественников, и что выделение золота из морской воды экономически невыгодно. После прихода к власти нацистов Габер был вынужден покинуть Германию. Работа, за которую он был удостоен Нобелевской премии в области химии, и существенный вклад в развитие немецких вооружений и производство химических удобрений не оградили его родных от нацистских преследований.
В 1933 году Габер вместе со своим ассистентом Йозефом Вайсом переехал в Великобританию, в Кембридж, и, прожив там несколько месяцев, получил предложение от Хаима Вейцмана занять должность директора научно-исследовательского института имени Зифа (ныне Институт имени Вейцмана) в Реховоте, на территории Британского мандата в Палестине. Габер принял это предложение и в январе 1934 года, пережив инфаркт, отправился туда, но 29 января 1934 года умер от остановки сердца в Базеле, в гостинице, в возрасте 65 лет. Тело Фрица Габера кремировали, а пепел захоронили вместе с прахом жены на кладбище Хорнли в Базеле. Свою обширную частную библиотеку он завещал Институту имени Зифа.

## Критика
Коллеги и современные учёные часто критиковали (и критикуют) Габера за участие в разработке химического оружия, и оценки результатов его научной работы, направленной на разработку процессов получения взрывчатых и отравляющих веществ и способов их военного применения, неоднозначны. Однако суммарное производство удобрений на основе изобретённого им процесса синтеза аммиака составляет более ста миллионов тонн в год (2010), а продуктами, выращенными с применением этих удобрений, питается половина населения Земли.

## О Габере в хронологическом порядке
- 1868 — родился в Бреслау;
- 1886—1891 — изучал химию в Гейдельберге, Берлине и Шарлоттенбурге;
- 1894 — ассистент в Карлсруэ;
- 1896 — докторская диссертация «Сжигание углеводородов»;
- 1898 — профессор физической химии в Карлсруэ;
- 1901 — женитьба на Кларе Иммервар;
- 1902 — стажировка в США;
- 1905 — учебник «Термодинамика течения газовых реакций»;
- 1908 — изобретение способа получения аммиака из азота и водорода;
- 1909 — разработка промышленного метода получения аммиака;
- 1911 — руководитель Института физической химии и электрохимии кайзера Вильгельма в Берлине;
- 1914 — разрабатывает способы применения боевых газов; приглашает Эйнштейна на работу в институт кайзера Вильгельма;
- 1915 — участвует в использовании химического оружия во время Второй Битвы при Ипре;
- 1918 — присуждение Нобелевской премии по химии за синтез аммиака; начало исследований по добыче золота из морской воды;
- 1925 — входит в наблюдательный совет химического концерна IG Farben[4];
- 1926 — участие в организации Японского института в Берлине;
- 1932 — почётный член АН СССР; иностранный член Национальной академии наук США;
- 1933 — покидает Германию, принят в Кембриджский университет (Англия);
- 1934 — перенёс инфаркт, позже умер в Базеле, направляясь в Палестину.

## Образ в произведениях искусства
Художественное отражение жизни Габера и, в частности, его многолетней дружбы с Альбертом Эйнштейном, можно встретить в спектакле Верна Тиссена «Дар Эйнштейна» (2003). Тиссен представляет Габера как трагического персонажа, который с большим трудом преодолевает препятствия, назначенные ему судьбой, пытаясь уйти от своего еврейского происхождения и ужасных последствий своих научных изысканий.
BBC Radio 4 Afternoon Play организовало две постановки о жизни Фрица Габера. Далее следует описание одной из них с официального сайта:
Хлеб из воздуха, Золото из моря (англ. Bread from the Air, Gold from the Sea) (R4, 1415, 16 Фев 01). Фриц Габер придумал способ производства соединений азота из воздуха. У этих соединений два основных применения: удобрения и взрывчатые вещества. Его достижения позволили Германии производить огромные количества боеприпасов. (Вторая часть названия относится к способу получения золота из морской воды. Это работало, но не окупилось.) С точки зрения биографа, на свете немного людей с более интересной жизнью, чем у Габера. Он сделал сельское хозяйство Германии независимым от чилийского нитрата натрия во время Великой Войны. Он получил Нобелевскую премию по химии, хотя были попытки лишить его этой премии за его работы над созданием химического оружия. Он справедливо подчёркивал, что большинство денег Нобеля были заработаны на оружии и ведении войн. После прихода Гитлера к власти, правительство вынудило Габера отказаться от звания профессора и всех его работ, так как он был евреем.
Вторая постановка называлась «Всеобщее благо» и впервые была показана 23 октября 2008 года. Её режиссёром была Селия де Вулф, а автором сценария — Джастин Хоппер. Роль Габера сыграл Антон Лессер. В этом спектакле показана работа Габера над химическим оружием во время Первой мировой войны и влияние, которое эта работа оказала на его жену Клару (актриса Лесли Шарп). Самоубийство Клары было скрыто от общественного мнения. В других ролях: Ден Старки в роли ассистента Габера по научной работе, Отто Сакура, Стефан Кричлоу в роли полковника Петерсона, Конор Тоттенхем в роли сына Габера Германа, Малькольм Тирни в роли генерала Фалькенхайна и Дженис Аква в роли Зинаиды.
В 2008 году вышел небольшой фильм «Габер» о решении Габера взяться за разработку химического оружия и о его отношениях с женой. Сценарист и режиссёр Даниэль Рагуссис.
В ноябре 2008 года Габера снова сыграл Антон Лессер в фильме «Эйнштейн и Эддингтон» («англ. Einstein and Eddington»). Режиссёр Филип Мартин. Фриц Габер появляется в ряде эпизодов. Показана его встреча с Эйнштейном и критика Эйнштейном применения отравляющего газа, разработанного при участии Габера, во время Первой мировой войны.
В 2017 году в телесериале «Гений» (сезон 1, «Эйнштейн») роль Габера сыграл американский бродвейский актёр Ричард Тополь (англ. Richard Topol). Дружба двух учёных, Габера и Эйнштейна, их взаимоисключающие взгляды на войну и участие в ней Габера — эти сюжетообразующие элементы вошли в драматургию сериала.

## Семья
В 1901 году Габер женился на Кларе Иммервар. Клара, тоже химик, была категорически против работ Габера в области химического оружия. Фриц же считал, что, как достойная немецкая жена, она должна оставить научную карьеру и заниматься исключительно семьёй. «Для меня женщины похожи на прекрасных бабочек: я восхищаюсь их расцветкой и блеском, но не более того», — говорил он.
2 мая 1915 года, после очередного спора с мужем, Клара совершила самоубийство в саду дома, где они жили в то время, выстрелив себе в сердце из его служебного револьвера. Из-за утерянных документов с точностью этого сказать нельзя, но, скорее всего, она приняла такое решение вследствие того, что Габер лично контролировал газовую атаку 22 апреля 1915 года. Женщина умерла не сразу, первым её обнаружил двенадцатилетний сын Герман, услышавший выстрел.
В 1933 году Габер со своей второй женой Шарлоттой и двумя детьми покинул Германию и поселился в Англии, там же Шарлотта и дети остались жить после его смерти в 1934 году.
Сын Габера от первого брака Герман (1902 года рождения) работал у отца и в Швейцарской высшей технической школе Цюриха вместе с Георгом Лангом, а затем начал собственную научную карьеру. Во время Второй мировой войны он эмигрировал в Соединённые Штаты и там в 1946 году покончил с собой, осознав беды, принесённые изобретённым отцом веществом «Циклон Б».
По неподтвержденным данным, некоторые родственники Габера погибли в немецких лагерях смерти.
Один из сыновей от второго брака Людвиг Фридрих Габер (Лутц Фриц, 1921—2004), известный историк химического оружия и его применения во время Первой мировой войны, в 1986 году написал книгу «Ядовитое Облако» (англ. Poisonous Cloud).
Крестник Габера — американский историк Фриц Штерн.

## Память
В 1953 году имя Габера получил Институт физической химии и электрохимии Кайзера Вильгельма (Институт им. Фрица Габера Научного общества им. Макса Планка) в квартале Далем в Берлине.
22 января 2009 года Международный астрономический союз присвоил имя Фрица Габера кратеру на обратной стороне Луны.
30 сентября 2022 года шведская пауэр-метал группа Sabaton посвятила Габеру песню «Father».